# Por eso vine
«Por eso vine» es una canción interpretada por el cantante y rapero argentino Paulo Londra. La canción fue publicada el 27 de junio de 2019, a través de Big Ligas y Warner Music Latina como el noveno sencillo de su primer álbum de estudio Homerun (2019). Fue coescrita y producida por Ovy on the Drums.

## Antecedentes y composición
A principios de mayo del 2019, Paulo develó que su primer álbum Homerun sería lanzado ese mes y que «Por eso vine» formaba parte del mismo. El 7 de junio de ese año, se dio a conocer que la canción sería lanzada como un sencillo, ya que se lo captó a Londra grabando el vídeo musical en su ciudad natal.
«Por eso vine» es una canción de reguetón con influencias del trap latino. El sencillo fue descripto como una canción que trata sobre una ruptura amorosa y la llegada de un nuevo amor, pero en el medio de ese proceso la joven a la que está dedicada la letra experimenta continuamente una decepción romántica que parece incapaz de superar hasta que llega un hombre que está dispuesto a cambiarlo todo y ofrecerle lo mejor de él.

## Desempeño comercial
La canción debutó en el puesto 85 del Billboard Argentina Hot 100, pero a la semana siguiente escaló 38 posiciones hasta alcanzar el puesto 47 en el listado, ganándose el título de la canción Top Picker de la semana. En la semana del 13 de julio de 2019, el sencillo alcanzó su pico máximo ubicándose en el puesto 16 de la lista.

## Video musical
El video fue filmado en un bar ubicado en el Barrio Güemes en Córdoba, donde la producción estuvo a cargo de Orco Videos. En el video musical Londra se pone en la piel de director de cine, quien organiza una puesta en escena para intentar unir a dos personas que finalmente se acaban enamorando. El video, a 24 horas de su estreno, logró superar las 2 millones de reproducciones.

## Posicionamiento en las listas
| Listas (2019)                       | Mejor posición |
| ----------------------------------- | -------------- |
| Argentina Hot 100 (Billboard)       | 16             |
| Argentina Nacional (Monitor Latino) | 5              |
| Argentina Latino (Monitor Latino)   | 19             |
| Colombia (National-Report)          | 27             |
| Costa Rica (Monitor Latino)         | 6              |
| Ecuador (Top 40 Ecuador)            | 25             |
| España (Promusicae)                 | 47             |
| México Airplay (Bilboard)           | 23             |
| Mexico Espanol Airplay (Bilboard)   | 7              |
| México Pop (Monitor Latino)         | 18             |
| Perú (Monitor Latino)               | 16             |
| Perú (UNIMPRO)                      | 168            |
| Uruguay (Monitor Latino)            | 17             |

| Listas (2019)  | Mejor posición |
| -------------- | -------------- |
| Paraguay (SGP) | 29             |

| Listas (2019)               | Mejor posición |
| --------------------------- | -------------- |
| Perú (Monitor Latino)       | 92             |
| Listas (2020)               | Mejor posición |
| Costa Rica (Monitor Latino) | 99             |

## Certificaciones
| País   | Organismo certificador | Certificación | Ventas certificadas | Simbolización | Ref.   |
| ------ | ---------------------- | ------------- | ------------------- | ------------- | ------ |
| España | PROMUSICAE             | Platino       | 60 000              | ▲             | [ 25 ] |

## Créditos y personal
Adaptados desde Jaxsta.

### Producción
- Paulo Londra: voz y composición
- Daniel Echavarría Oviedo: composición y producción

### Técnico
- Daniel Echavarría Oviedo:  ingeniero de grabación
- Dave Kutch: ingeniero de masterización
- Alejandro «Mosty» Patiño: ingeniero de mezcla
- Juan Pablo Builes: ingeniero de mezcla

## Historial de lanzamientos
| Región | Fecha               | Formato(s)                 | Discográfica                  | Ref.   |
| ------ | ------------------- | -------------------------- | ----------------------------- | ------ |
| Varios | 27 de junio de 2019 | Descarga digital streaming | Big Ligas Warner Music Latina | [ 27 ] |